# Бугаца
Бугаца (грч. μπουγάτσα) је грчко пециво за доручак (слатко или слано) које се састоји од фила од гриза.

## Порекло
Име потиче од средњовековног грчког πογατσα (погаца) што значи „хлеб за огњиште“. Можда је имао класично порекло у колачу постељице из римског доба. Сличан десерт је још познат као плацента (грч. πλατσέντα) на острву Лезбос.
Налази се у Солуну и у региону Централне Македоније у северној Грчкој, посебно у граду Серу, где су га у 20. веку донеле грчке избеглице из Цариграда. Укус бугаце варира између региона Грчке. На пример, бугаца у Верији је веома слатка и пуна кајмака, док је у Солуну хрскава и не толико слатка, а у Ханији на Криту је направљена од локалног сира мицитра и посута шећером.

## Припрема
Грчка бугаца се припрема од фило теста умотаног око фила. Након што се испече, исече се на комаде и служи вруће. Ако је фил од гриза, пециво можете лагано посути шећером у праху и/или циметом.
Већина модерних бугаца се прави са машински направљеним филом, али неки кафићи и пекаре које продају ручно рађену бугацу и даље постоје, посебно у мањим градовима и селима у Грчкој.

## Занимљивости
Град Сер је постигао рекорд за највеће лиснато тесто 1. јуна 2008. Био је тежак 1.822 килограма, био је дугачак 20 метара, а направило га је више од 40 пекара.
Процес ручног прављења бугаце приказан је у епизоди Ентони Бурден: Без резервација снимљеној у Грчкој.